# Cerastium fontanum
Cerastium fontanum is een plant uit de anjerfamilie (Caryophyllaceae).

## Ondersoorten
- Cerastium fontanum subsp. fontanum
- gewone hoornbloem (Cerastium fontanum subsp. vulgare)
- glanzige hoornbloem (Cerastium fontanum subsp. holosteoides)